# King of Rock
King of rock es el segundo álbum de hip hop del trío Run-DMC. Producido en 1985, el álbum ve la adopción de música rock, con varias pistas destacando los riffs de guitarra. La canción, "King of Rock", figura en Guitar Hero: Aerosmith. 
Fue certificado oro por la RIAA el 3 de junio de 1985 y también certificado platino por la RIAA el 19 de febrero de 1987.

## Lista de canciones
1. "Rock The House" – 2:42
2. "King of Rock" – 5:14
3. "You Talk Too Much" – 5:59
4. "Jam-Master Jammin'" – 4:20
5. "Roots, Rap, Reggae" – 3:12
6. "Can You Rock It Like This" – 4:30
7. "You're Blind" – 5:31
8. "It's Not Funny" – 5:35
9. "Darryl and Joe (Krush-Groove 3)" – 6:39

### Deluxe edition bonus tracks
1. "Slow and Low" (Demo) – 4:27
2. "Together Forever (Krush-Groove 4)" (Live) – 3:35
3. "Jam-Master Jammin'" (Remix) – 6:45
4. "King of Rock" (Live, from Live Aid) – 7:26